# Dichochroma muralis
Dichochroma muralis is een vlinder uit de familie van de grasmotten (Crambidae). De wetenschappelijke naam van de soort is voor het eerst gepubliceerd in 1944 door William Trowbridge Merrifield Forbes.
De soort komt voor in Peru.